# Geaya wenzeli
Geaya wenzeli is een hooiwagen uit de familie Sclerosomatidae.